# Wereldkampioenschap voetbal 2006 (Groep G) Zuid-Korea - Togo
Deze pagina is een subpagina van het artikel Wereldkampioenschap voetbal 2006. Hierin wordt de wedstrijd in de groepsfase in groep G tussen Zuid-Korea en Togo gespeeld op 13 juni 2006 nader uitgelicht.

## Nieuws voorafgaand aan de wedstrijd
- 2 juni - Togo sluit haar oefencampagne af met een magere 1-0-overwinning op Liechtenstein. Na 55 minuten scoorde Kader Mohamed de enige treffer van de wedstrijd.
- 4 juni - Dick Advocaat is niet tevreden na de 1-3 nederlaag in de laatste oefenwedstrijd tegen Ghana. Lee Eul-Yong zorgde voor de enige Koreaanse treffer.
- 6 juni - Togo wint een oefenduel met een Duitse amateurselectie bestaande uit regionale voetballers van diverse clubs met 4-0.
- 8 juni - Na een aantal dagen hard trainen is volgens Dick Advocaat het moreel van zijn ploeg weer gestegen en komt ook het vertrouwen in een goede afloop tegen Togo weer dichterbij.
- 9 juni - Coach Otto Pfister en assistent Piet Hamberg stappen op als leidinggevende factoren bij Togo. Naar verluidt is de reden hiervoor dat de spelers van Togo hun winstpremies voor het behalen van het WK nog niet hebben ontvangen. Spoedoverleg met de Togolese voetbalbond leverde geen resultaat op.
- 10 juni - Togo heeft een nieuwe bondscoach: assistent Kodjovi Mawuena neemt het roer over.
- 10 juni - De Togolese regering heeft voor de hele bevolking 3 extra halve verlofdagen ingelast op de dagen dat Togo moet spelen op het WK.
- 11 juni - Volgens nieuwe berichten zou de Duitser Winfried Schafer onderhandelen met de Togolese voetbalbond om Togo gedurende de rest van het WK te coachen. Schafer, die vroeger al Kameroen coachte, wil dat het conflict tussen de Togolese spelers en de voetbalbond opgelost geraakt.
- 12 juni - Otto Pfister zal dan toch het Togolese elftal coachen tijdens de wedstrijd Zuid-Korea - Togo. Of hij ook de rest van het WK Togo zal coachen is nog niet zeker

## Wedstrijdgegevens
| Datum                | 13 juni 2006                 | 13 juni 2006                 |
| Stadion              | Commerzbank-Arena, Frankfurt | Commerzbank-Arena, Frankfurt |
| Toeschouwers         | 50.000                       | 50.000                       |
| Scheidsrechter       | Graham Poll                  | Graham Poll                  |
| Assistenten          | Philip Sharp Glenn Turner    | Philip Sharp Glenn Turner    |
| Vierde man           | Jerome Damon                 | Jerome Damon                 |
| Man van de wedstrijd | Jung-Hwan Ahn                | Jung-Hwan Ahn                |
|                      | Zuid-Korea                   | Togo                         |
| Doelpunten           | 2                            | 1                            |
| Gele kaarten         | 2                            | 3                            |
| Rode kaarten         | 0                            | 1                            |
| Wissels              | 3                            | 3                            |
| Schoten op doel      | 6                            | 3                            |
| Overtredingen        | 16                           | 17                           |
| Hoekschoppen         | 3                            | 4                            |
| Buitenspel           | 2                            | 4                            |
| Strafschoppen        | 0                            | 0                            |
| Balbezit (tijd)      | 32'00"                       | 18'00"                       |
| Balbezit (%)         | 64%                          | 36%                          |

| Zuid-Korea | 2 – 1           | Togo |
| Chun-Soo Lee 54' Jung-Hwan Ahn 72' | goals (assists) | 31' Mohamed Kader (Daré Nibombe) |
| Dick Advocaat | bondscoach      | Otto Pfister |
| Woon-Jae Lee Young-Chul Kim Jin-Cheul Choi Jin-Kyu Kim 46' Park Ji-sung Lee Young-pyo Eul-Yong Lee 68' Chun-Soo Lee Ho Lee Jae-Jin Cho 83' Chong-Gug Song | opstellingen    | Kossi Agassa Daré Nibombe Jean-Paul Abalo Yaovi Emmanuel Adebayor Massamasso Tchangaï 86' Moustapha Salifou Toure Cherif Mamam Alaixys Romao Kader Mohamed 55' Yao Junior Senaya 62' Ludovic Assemossa |
| Jung-Hwan Ahn 46' Kim Nam-il 68' Sang-Sik Kim 83' | wissels         | 55' Touré Assimiou 62' Richmond Forson 86' Yao Aziawonou |
| Young-Chul Kim 41' Chun-Soo Lee 51' | gele kaarten    | 24' Alaixys Romao 90+2' Massamasso Tchangai |
| | rode kaarten    | 23', 53' Jean-Paul Abalo Yaovi |

## Overzicht van wedstrijden
| Groepswedstrijden | | | |
| Groep A | Groep B | Groep C | Groep D |
| Duitsland - Costa Rica Polen - Ecuador Duitsland - Polen Ecuador - Costa Rica Ecuador - Duitsland Costa Rica - Polen             | Engeland - Paraguay Trinidad en Tobago - Zweden Engeland - Trinidad en Tobago Zweden - Paraguay Zweden - Engeland Paraguay - Trinidad en Tobago | Argentinië - Ivoorkust Servië en Montenegro - Nederland Argentinië - Servië en Montenegro Nederland - Ivoorkust Nederland - Argentinië Ivoorkust - Servië en Montenegro | Mexico - Iran Angola - Portugal Mexico - Angola Portugal - Iran Portugal - Mexico Iran - Angola                               |
| Groep E | Groep F | Groep G | Groep H |
| Italië - Ghana Verenigde Staten - Tsjechië Italië - Verenigde Staten Tsjechië - Ghana Tsjechië - Italië Ghana - Verenigde Staten | Australië - Japan Brazilië - Kroatië Brazilië - Australië Japan - Kroatië Japan - Brazilië Kroatië - Australië                                  | Frankrijk - Zwitserland Zuid-Korea - Togo Frankrijk - Zuid-Korea Togo - Zwitserland Togo - Frankrijk Zwitserland - Zuid-Korea                                           | Spanje - Oekraïne Tunesië - Saoedi-Arabië Spanje - Tunesië Saoedi-Arabië - Oekraïne Saoedi-Arabië - Spanje Oekraïne - Tunesië |
| Achtste finales | | | |
| Duitsland - Zweden Argentinië - Mexico                                                                                           | Italië - Australië Zwitserland - Oekraïne | Engeland - Ecuador Portugal - Nederland | Brazilië - Ghana Spanje - Frankrijk                                                                                           |
| Kwartfinales | | | |
| Duitsland - Argentinië | Italië - Oekraïne | Engeland - Portugal | Brazilië - Frankrijk |
| Halve finales | | | |
| Duitsland - Italië | Duitsland - Italië | Portugal - Frankrijk | Portugal - Frankrijk |
| Troostfinale | | | |
| Duitsland - Portugal | | | |
| Finale | | | |
| Italië - Frankrijk | | | |